# G.L.O.S.S.
G.L.O.S.S. (acrònim de Girls Living Outside Society's Shit), va ser una banda transfeminista de hardcore punk originària d'Olympia. El grup es va fundar el 2014 i estava format per Corey Evans (bateria), Sadie «Switchblade» Smith (veu), Jake Bison (guitarra), Tannrr Hainsworth (guitarra) i Julaya Antolin (baix).

## Història
El 2011, Bison i Smith van formar una banda de punk anomenada Peeple Watchin'. Poc després de formar la banda, es van mudar de Boston a Olympia on s'aplegaren amb la resta de membres per a formar G.L.O.S.S.
L'estiu de 2016, G.L.O.S.S. va rebre una oferta del conegut segell discogràfic Epitaph Records. Smith va expressar al seu compte d'Instagram que la banda estava considerant l'acord de 50.000 dòlars perquè els donaria l'oportunitat de donar un percentatge dels diners a causes socials com Black Lives Matter, per ajudar les persones en situació de sensellarisme, discapacitades queers, etc. No obstant això, a causa de l'acord d'afiliació i distribució d'Epitaph amb Warner Bros., la banda va decidir finalment rebutjar l'oferta perquè no volien enriquir una gran corporació. Fins llavors la banda havia autoeditat els seus discos i cassets al segell del seu guitarrista, Total Negativity, i va considerar que era millor seguir així.
Poc després d'anunciar que no signarien el contracte amb Epitaph Records, la banda va revelar a Maximum Rockndroll que havien decidit separa-se. El motiu de la ruptura tenia a veure amb l'estrès mental i físic que suposa estar en un grup de gira, i la càrrega que això havia suposat per a les seves vides. Consideraven que la gran visibilitat i atenció que havia guanyat la banda els feia difícil mantenir-se «honrats i íntegres». Les declaracions també explicaven que la remor al voltant de la banda i l'efecte polaritzador que tenia sobre la gent començava a enterbolir l'ambient, i que no era una situació sana per a la banda i els seus membres. Tots els membres de G.L.O.S.S. continuen essent amics i la ruptura va ser una decisió presa entre tots els components. G.L.O.S.S. es comprometé a donar els diners aconseguits a Bandcamp a un alberg per a persones sense llar d'Olympia anomenat Interfaiths Works Emergency Overnight Shelter.

## Influències
Smith cita els discos de Bane i Reach the Sky com els grups amb els quals sentia que tenia més connexió lírica, perquè la «vulnerabilitat emocional» de les seves lletres els diferenciava d'altres grups de l'escena a principis dels anys 2000. Considera que moltes de les bandes de l'època estaven formades per homes blancs i que les lletres de la majoria de bandes no reflectien realment els problemes ni les opinions de la gent al marge de l'escena hardcore punk, la qual està plena de marginats, ni de la societat en general, com ara les persones negres, dones, persones transgènere, persones amb discapacitat o qualsevol que s'identifiqui com a queer. Smith explica que G.L.O.S.S. és una reacció envers les persones cisgènere, la societat, el pacifisme i l'escena hardcore. Les lletres de G.L.O.S.S. tracten des de la brutalitat i la corrupció policials fins a ser una persona trans orgullosa que viu a la societat actual.
En una entrevista a la revista Rolling Stone, Bison va afirmar que la banda era «intencionadament antagònica» i que no estava interessada a encaixar ni ser «tolerada» per la societat ni per cap escena. La seva intenció era construir un nou espai per a elles i per als grups afins.

## Membres
- Sadie «Switchblade» Smith - veu
- Tannrr Hainsworth - guitarra
- Jake Bison - guitarra
- Julaya Antolin - baix
- Corey Evans: bateria

## Discografia
- Demo (2015)[8]
- Trans Day of Revenge (2016)[9]